# Franz Anton Ermeltraut
Franz Anton Ermeltraut in alcune fonti anche Franz Anton Ermentraut, (Heidelberg, 17 ottobre 1717 – Würzburg, 21 maggio 1767) è stato un pittore tedesco del  periodo barocco e Hofmalerei-Inspektor alla corte del principe vescovo a Würzburg.

## Biografia
Proveniva da Heidelberg e all'inizio della sua carriera di pittore lavorò inizialmente nell'area del Palatinato elettorale. La sua presenza a Würzburg può essere fatta risalire intorno al 1747 e nel 1748 dipinse gli affreschi del soffitto della Chiesa dei Domenicani (oggi Chiesa degli Agostiniani). Nel 1749 ritrasse il principe-vescovo Karl Philipp von Greiffenclau zu Vollrads basandosi su modelli francesi. Lasciò quindi Würzburg e lavorò a Schwetzingen, dal 1753 al 1755, dove dipinse una delle sale da pranzo nel castello di Schwetzingen nel 1754. Nel 1756/1757 prese parte alla conversione in rococò della chiesa gesuita di San Michele a Friburgo in Üechtland (Svizzera). Sotto la direzione dell'architetto di corte Franz Wilhelm Rabaliatti, progettò i soffitti del coro e della navata.
Dopo il suo ritorno a Würzburg, nel 1759, fu nominato ispettore di pittura di corte dal principe-vescovo Adam Friedrich von Seinsheim come successore di Georg Anton Urlaub. A seguito di un decreto del 1760, guidò anche gli uffici di Kabinetsinspektors e Cammerdieners titolari, per i quali ricevette uno stipendio annuale di 100 fiorini.
Nel 1765/1766 realizzò dipinti su pareti e soffitti in stile grisaglia nel padiglione del giardino meridionale del giardino della corte nel Castello di Veitshöchheim. In quegli anni progettò anche il vestibolo della Residenza di Würzburg con dipinti neoclassici in grisaglia sullo stucco del soffitto di Lodovico Bossi e con altri dipinti del soffitto. Nel 1767 morì a Würzburg all'età di 49 anni.

## Opere (selezione)
Con i suoi dipinti, stucchi e affreschi, Ermeltraut creò principalmente opere d'arte sacra, ritratti e opere con temi mitologici. Di lui si conoscono due diverse firme. Nel 1749 firmò un dipinto come "FErmeltraut" (legato) e donò i suoi dipinti della chiesa dei Gesuiti a Friburgo con l'abbreviazione "F AE", sovrascrivendo con un simbolo simile al "4".

### Pittura

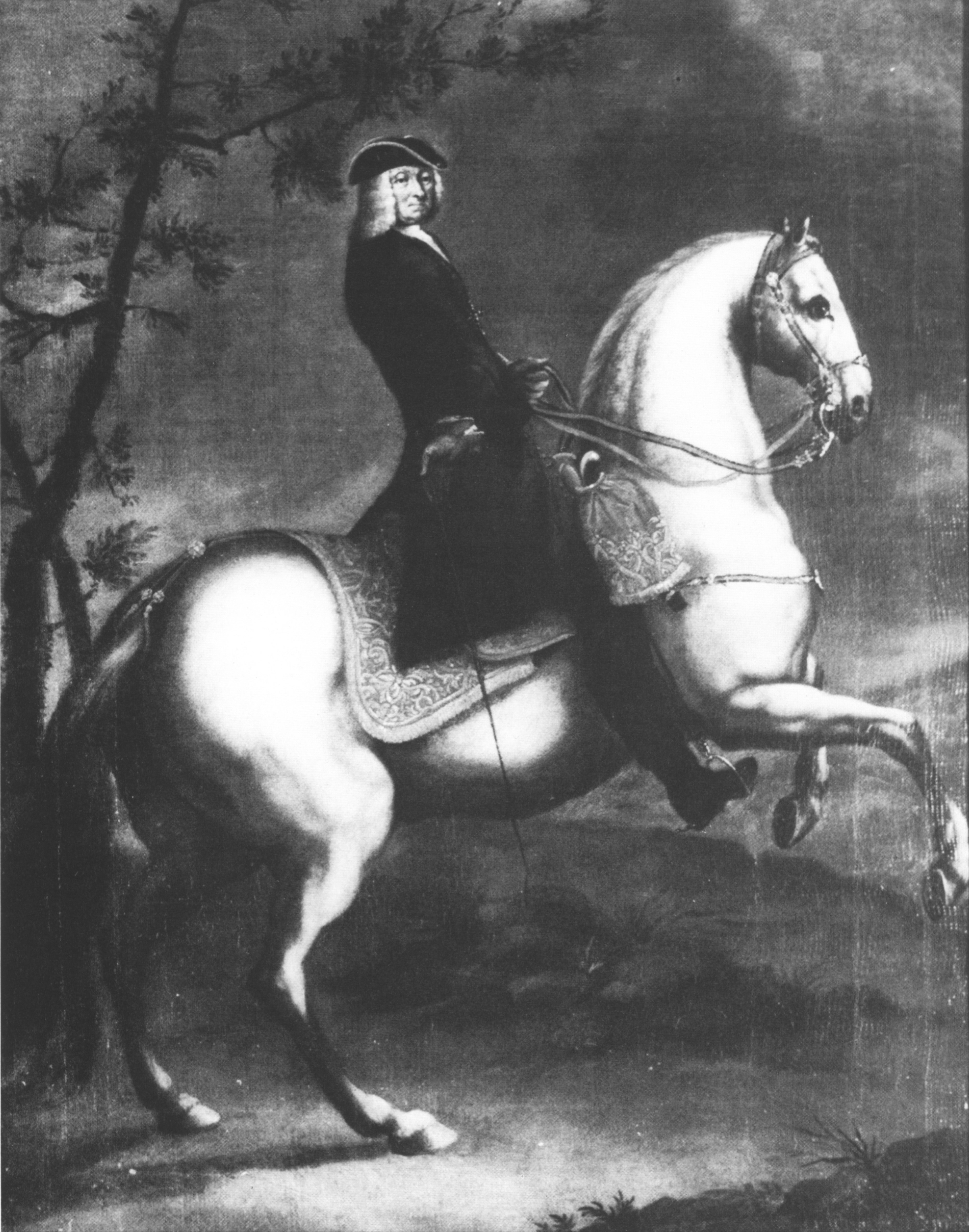
Johann Franz von Stauffenberg a cavallo

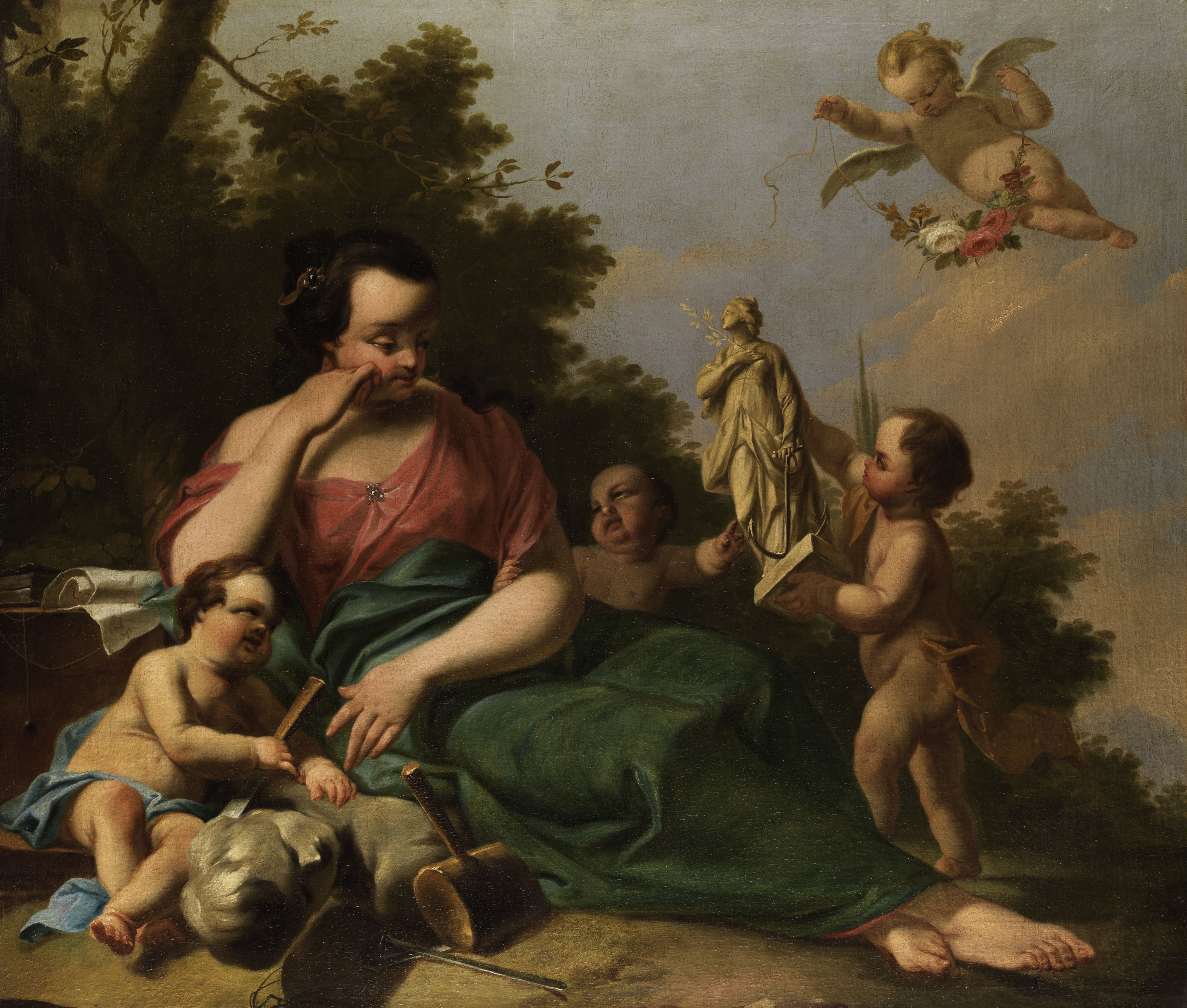
Allegoria della scultura

- 1739 - Ritratto equestre di Johann Franz von Stauffenberg, pittura a olio
- 1746 - Cavallo del principe Carlo II Eugenio del Württemberg, incisione su rame e acquaforte su carta (340 × 275 cm) di Johann Elias Ridinger basta su un modello di Ermeltraut[3]
- 1749 - Ritratto del principe-vescovo Karl Philipp von Greiffenclau zu Vollrads, dipinto olio su tela al Museum für Franken di Würzburg (cornice in legno riccamente intagliata e dorata, firmata e datata sul bordo destro del quadro: “FErmeltraut (legato). Pinx: 1749.")[4]
- 1753 - Ritratto di Jakob Friedrich de Neufville, olio su tela[5]
- 1765 - Ritratto di disegnatore, olio su tela (91,5 × 72,5 cm)[6]
- 1769 - Allegoria della Scultura o L'Allegoria della Scultura, pittura a olio su tela (40,2 o 40,8 × 51,2 o 51,8 in 102 × 130 cm)
- data sconosciuta - Il lutto per Adone, olio su tela (42,9 × 46,5 in 109 × 118 cm), dalla bottega di Ermeltraut[7]
- data sconosciuta - San Pietro, olio su rame (15,5 × 11 cm)[8]

### Stucchi e pitture murali
- 1748 - Ricostruzione della Chiesa dei Domenicani (oggi Chiesa degli Agostiniani) a Würzburg
  - Affreschi sul soffitto
- 1754 - Castello di Schwetzingen
  - Pittura della sala da pranzo
- 1756/1757 - Ricostruzione rococò della chiesa gesuita di San Michele a Friburgo nell'Üechtland (Svizzera)
  - Affreschi nel coro
    - Il trionfo del nome di Gesù con lo stemma della Compagnia di Gesù con il Bambino Redentore
    - L'incoronazione di Maria
    - diversi medaglioni, quattro dei quali rappresentano le personificazioni dei missionari gesuiti che hanno lavorato in Asia, Africa, America e Europa.

  - Affresco nel passaggio da coro a navata
    - Ad Majorem Dei Gloriam, il motto dei gesuiti Per la maggior gloria di Dio

  - Affreschi al centro della chiesa
    - Cielo aperto
    - Arcangelo Michele
    - Scontro di buoni e cattivi
    - Redenzione dell'uomo per mezzo di Gesù Cristo

  - Affresco nel retro della chiesa
    - Caduta dei demoni all'inferno

  - Affresco sopra l'organo
    - Caduta di Adamo ed Eva
- 1765 - Progettazione del padiglione sud del giardino di corte nel castello di Veitshöchheim
  - Dipinti su pareti e soffitti in stile grisaglia. I dipinti sbiaditi di oggi mostrano i seguenti motivi:
    - Pomona viene convinta a sposarsi da Vertumno (nella cupola)
    - L'emergere del giacinto dopo la morte di Hyacinthus
    - Il rapimento di Ganimede
    - La trasformazione del Cyparissus in cipresso[9]
- 1765/1766 - Progetto del vestibolo della residenza di Würzburg
  - Gesta di Ercole, dipinti classici a grisaglia sullo stucco del soffitto di Lodovico Bossi
  - Altri dipinti sul soffitto[10]